# Ґолень (Вармінсько-Мазурське воєводство)
Ґолень (пол. Goleń, нім. Gollingen) — село в Польщі, у гміні Пецки Мронґовського повіту Вармінсько-Мазурського воєводства.
Населення — 112 осіб (2011).
У 1975-1998 роках село належало до Ольштинського воєводства.

## Демографія
Демографічна структура станом на 31 березня 2011 року:
|          | Загалом | Допрацездатний вік | Працездатний вік | Постпрацездатний вік |
| -------- | ------- | ------------------ | ---------------- | -------------------- |
| Чоловіки | 53      | 10                 | 39               | 4                    |
| Жінки    | 59      | 14                 | 35               | 10                   |
| Разом    | 112     | 24                 | 74               | 14                   |